# Canadian National Collection
Die Canadian National Collection (CNC) ist eine wissenschaftliche Sammlung von Insekten, Spinnentieren und Nematoden, die als eine der weltweit bedeutendsten Zusammenstellungen dieser Art gilt.
Die Sammlung umfasst etwa 16 Millionen Spezies, die systematisch in rund 1400 Schränken aufbewahrt werden. Der überwiegende Teil der Spezies stammt aus Kanada und Nordamerika; es handelt sich dennoch nicht um eine rein amerikanische Sammlung, da auch bedeutende Zusammenstellungen aus anderen biogeographischen Regionen aufbewahrt werden.

## Sammlungsschwerpunkte
- Diptera (Fliegen)
- Hymenoptera (Wespen, Bienen, Ameisen u. a.)
- Coleoptera (Käfer)
- Lepidoptera (Schmetterlinge, Motten)
- Hemiptera (Echte Käfer [Wanzen?])
- Arachnida (Spinnen u. a.)
- Nematoda (Rundwürmer)
- Verschiedene Insect Orders